# Treinfeld
Treinfeld ist ein Gemeindeteil der Gemeinde Rentweinsdorf im unterfränkischen Landkreis Haßberge in Bayern.

## Geografie
Das Dorf liegt im östlichen Teil des Landkreises im Baunachgrund links der Baunach.

## Geschichte
Der Ortsname geht wahrscheinlich auf den slawischen Personennamen Dragon zurück, Feld-Ort eines Dragon
Die Erstnennung war im 9. Jahrhundert als „Dragenenfelden“, das zu „predia ministrorum“ des Itz-Maingebietes gehörte. 1232 gehörte „Treinfelt“, auf der einen Seite des Flusses gelegen, zur Pfarrei Ebern. 1346 erhielt Wolfram von Rotenhan drei Teile des Zehnts in „Treinuelt“. 1476 besaßen die Herren von Rotenhan „Treinfeld“ samt Mühle als Bamberger Lehen.
Im Verlauf des Dreißigjährigen Kriegs brannten 1634 fast alle Gebäude ab. 1644 war das Dorf vollständig verlassen, 1657 lebten wieder sieben Personen im Ort. 1742 hatten die Rotenhan Untertane in „Trainfeld“.
Im Jahr 1821 wurde Treinfeld eine Ruralgemeinde und 1862 in das neu geschaffene bayerische Bezirksamt Ebern eingegliedert. Die Landgemeinde bestand aus drei Orten, Treinfeld und zwei Einöden, dem eineinhalb Kilometer entfernten Hebendorf und der einen halben Kilometer entfernten Treinfeldsmühle. Die Gemeinde zählte im Jahr 1871 146 Einwohner, die alle Protestanten waren, und 31 Wohngebäude. Die 129 Einwohner des Hauptortes Treinfeld gehörten zu der 1,0 Kilometer entfernten evangelischen Pfarrgemeinde in Rentweinsdorf, wo sich auch die Bekenntnisschule befand. Im Jahr 1900 hatte der Ort 129 Einwohner und 25 Wohngebäude. 1925 lebten in der 314,49 Hektar großen Gemeinde Treinfeld 129 Personen, von denen 128 evangelisch waren, in 25 Wohngebäuden. Der Hauptort hatte 106 Einwohner und 22 Wohngebäude. Im Jahr 1897 wurde Treinfeld an das Schienennetz angeschlossen.
1950 hatte Treinfeld 163 Einwohner und 22 Wohngebäude. Die Katholiken gehörten zur Pfarrei in Ebern. 1970 waren es 121 und 1987 167 Einwohner sowie 36 Wohngebäude mit 44 Wohnungen. Am 1. Juli 1972 erfolgte im Rahmen der Gebietsreform die Auflösung des Landkreises Ebern und Treinfeld kam zum neuen Haßbergkreis. Am 1. Mai 1978 folgte die Eingliederung Treinfelds in die Gemeinde Rentweinsdorf.

## Verkehr

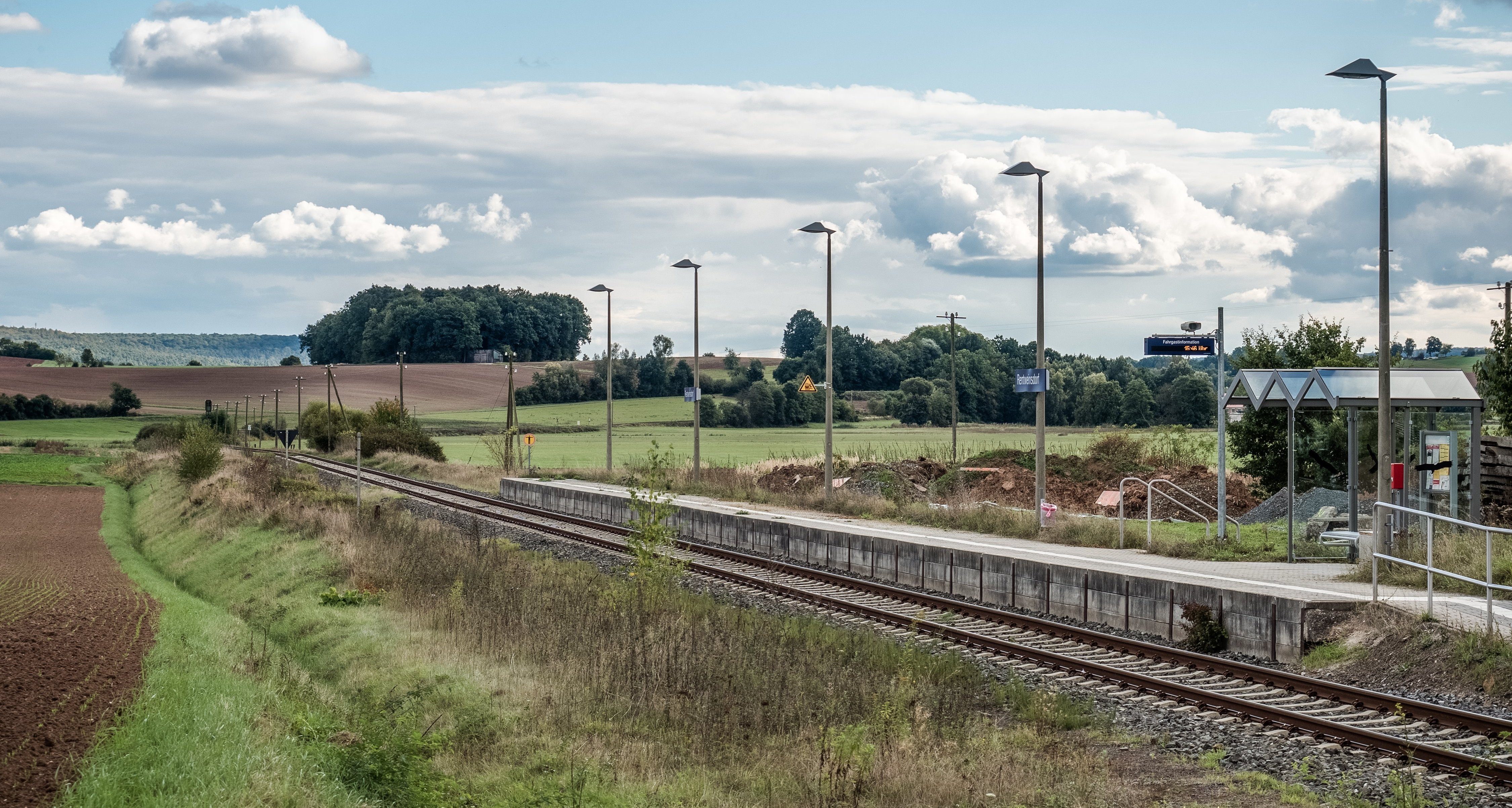
Der Haltepunkt Rentweinsdorf

Die Kreisstraße HAS 14, von Rentweinsdorf nach Mürsbach und eine Gemeindestraße entlang der Baunach, parallel zur Bahnstrecke Breitengüßbach–Maroldsweisach, führen durch den Ort. Am südlichen Ortsrand befindet sich der Haltepunkt Rentweinsdorf dieser Bahnlinie.

## Baudenkmäler
In der Bayerischen Denkmalliste sind zwei Baudenkmäler aufgeführt.
Das alte Torhaus entstand Jahr 1551 als Südtor der Dorfbefestigung. Die Scheunen und Ställe waren damals im Ortskern so angeordnet, dass die Außenmauern wie eine Wehrmauer wirkten.